# Hammolen (Kerkrade)
De Hammolen was een watermolen in de gemeente Kerkrade in de Nederlandse provincie Limburg. De molen ligt aan de Hambosweg en de Hammolenweg in de Anstelvallei ten westen van het Hambos, ten zuiden van buurtschap Ham en ten noordwesten van de heuvel met kerkhof en Hamboskapel.
De molen was een bovenslagmolen en lag op de Anstelerbeek. Stroomafwaarts lag de Brugmolen.

## Geschiedenis
De ouderdom van de molen is niet precies bekend. Wel bestond in 1889 de molen reeds toen deze in een boedelscheiding toegewezen werd. Het had toen een houten waterrad en werd in die tijd vervangen door een ijzeren rad. Het was een korenmolen
In 1941 was de toestand van de molen zo slecht geworden dat ze vrijwel niet meer gebruikt kon worden, dit als het gevolg van de schade door mijnverzakkingen. Toen werd het gangwerk aangepast zodat het molenwerk aangedreven kon worden door een elektromotor.
In 1949 plaatste men een hamermolen met mengerij waarmee men veevoer samenstelde. Na de plaatsing van de hamermolen werd de maalinrichting afgebroken.

## Heden
In maart 2019 is het gebouw gesloopt.